# امین زندگانی
امین زندگانی (زادهٔ ۵ شهریور ۱۳۵۱) بازیگر و مجری ایرانی است. او فرزند سیاوش زندگانی موسیقی‌دان ایرانی و نیز برادر امید زندگانی است.
او فارغ‌التحصیل رشتهٔ نمایش و ادبیات نمایشی در دانشگاه آزاد واحد تهران مرکز است. وی در سال ۱۳۷۰ با ورود به دانشگاه هنر و تحصیل در رشته تئاتر وارد عرصهٔ بازیگری شد و پس از اجرای نمایش‌هایی در سال ۱۳۷۴ جایزهٔ بهترین بازیگر مرد را از جشنوارهٔ تئاتر فجر را دریافت کرد. او در همین سال با ایفای نقش در مجموعه وکلای جوان (۱۳۷۴) فعالیت در تلویزیون را نیز آغاز کرد. بازی در نقش سلیمان نبی در فیلم سینمایی ملک سلیمان (۱۳۸۹) و بازی در مجموعه تلویزیونی مختارنامه (۱۳۹۱) از برجسته‌ترین نقش‌های دوران بازیگری او است.

## زندگی حرفه‌ای
امین زندگانی، ۵ شهریور ۱۳۵۱ در خانواده‌ای هنرمند و آشنا با موسیقی و اصالتاً خوزستانی، در تهران متولد شد. پدرش، سیاوش زندگانی، از استادان موسیقی بود که در سال ۱۳۸۲ درگذشت. برادرش امید زندگانی، مدت‌هاست که در عرصهٔ موسیقی فعالیت می‌کند. او به فراگیری نواختن فلوت پرداخت و اکنون نیز به عنوان یکی از خوانندگان گروه «هفت» فعالیت می‌کند.
همسر او الیکا عبدالرزاقی است که در سال ۱۳۹۲ باهم ازدواج کردند.
وی در سال ۱۳۷۰ با ورود به دانشگاه هنر و تحصیل در رشته تئاتر وارد عرصهٔ هنر شد و به ترتیب در نمایش‌های «همسرایی مختار» (محمود عزیزی)، «خروسک پریشان» (داوود کیانیان)، «بازی تابلوی آخر» (نصرالله قادری)، «به من دروغ بگو» (امین زندگانی)، «دو مرد و یک نیمکت» (بهاء صدر)، «سرخ سوزان» (چیستا یثربی)، «مرغ دریایی» (اکبر زنجانپور) به فعالیت پرداخت. از سال ۱۳۷۴ با بازی در سریال «وکلای جوان» (بهرام کاظمی)، کار در مقابل دوربین را آغاز کرد و در سریال‌های «به سوی پیروزی» (سیروس مقدم)، «راه سوم» (قاسم جعفری)، «روزگار جوانی» (اصغر توسلی)، «همسفر» (قاسم جعفری)، «چند دقیقه زندگی» (حسینی خواه)، «معصومیت از دست رفته» (داوود میرباقری)، «نوعروس» (بیژن میرباقری)، «طلسم شدگان» (داریوش فرهنگ) به ایفای نقش پرداخت. او همچنین در فیلم‌های سینمایی «زن شرقی»، «آدمکها» و «بازیگر» حضور یافت.
او در سال ۱۳۷۴ جایزهٔ بهترین بازیگر مرد را از جشنوارهٔ تئاتر فجر را دریافت کرد و در سال ۱۳۸۰ دومین بازیگر منتخب مردم از بین سریال‌های پخش شده (در طول ۴ سال) از شبکه سوم سیما شد.

## فیلم‌شناسی

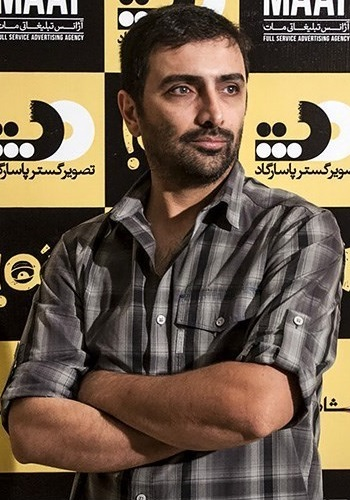
امین زندگانی در مراسم اختتامیهٔ سریال شاهگوش، ۱۳۹۳

### تئاتر

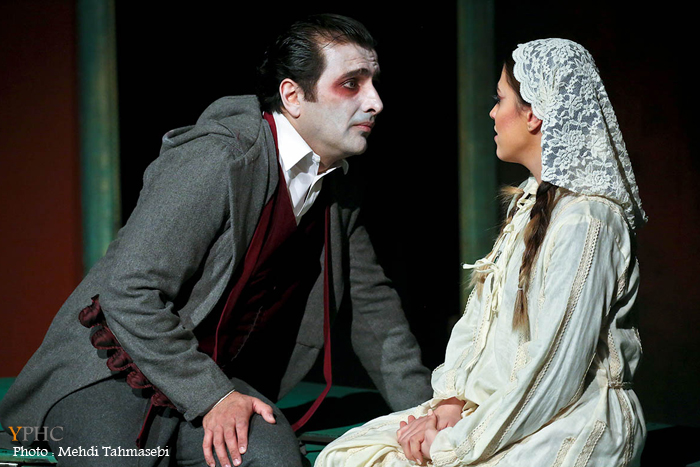
در نمایش مرثیه‌ای برای یک دراکولا

| سال  | عنوان                   | کارگردان     | مکان                    |
| ---- | ----------------------- | ------------ | ----------------------- |
| ۱۴۰۳ | ساعر ۵                  | امین زندگانی | باغ کتاب                |
| ۱۴۰۲ | هفت‌خان اسفندیار         | حسین پارسایی | تالار وحدت              |
| ۱۳۹۶ | مرثیه‌ای برای یک دراکولا | علی رزازیان  | پردیس شهرزاد            |
| ۱۳۹۶ | بنگاه تناترال           | هادی مرزبان  | تماشاخانه سنگلج         |
| ۱۳۹۳ | تانگوی تخم‌مرغ داغ       | هادی مرزبان  | تالار وحدت              |
| ۱۳۹۱ | جاده طولانی مارپیچ      | رضا گوران    | تئاتر شهر               |
| ۱۳۸۵ | پایین گذر سقاخانه       | هادی مرزبان  | تالار وحدت              |
| ۱۳۸۴ | یک زن یک مرد            | آزیتا حاجیان | تئاتر شهر               |
| ۱۳۸۳ | به من دروغ بگو          | امین زندگانی | [ ۳ ] [ ۴ ] [ ۵ ] [ ۶ ] |

### سینما
| سال  | نام               | کارگردان         | نقش    |
| ---- | ----------------- | ---------------- | ------ |
| ۱۴۰۲ | شهر گربه‌ها۲       | سیدجواد هاشمی    |        |
| ۱۳۹۹ | شهر گربه‌ها        | سیدجواد هاشمی    |        |
| ۱۳۹۹ | زد و بند          | داوود نوروزی     |        |
| ۱۳۹۸ | آن دیگری          | امیر توکلی       |        |
| ۱۳۹۷ | لالا کن           | مصطفی قربان‌پور   |        |
| ۱۳۹۵ | قرارمون پارک شهر  | فلورا سام        |        |
| ۱۳۹۵ | نازلی             | محمود معظمی      |        |
| ۱۳۹۴ | ۲۴ سپتامبر        | مریم ابراهیم‌وند  |        |
| ۱۳۹۳ | شهابی از جنس نور  | محمدرضا اسلاملو  |        |
| ۱۳۹۲ | فصل فراموشی فریبا | عباس رافعی       |        |
| ۱۳۹۰ | اختاپوس           | سیدجواد هاشمی    | عجوزه  |
| ۱۳۹۰ | راه بهشت          | مهدی صباغ‌زاده    |        |
| ۱۳۸۹ | گلوگاه شیطان      | حمید بهمنی       |        |
| ۱۳۸۸ | خانواده ارنست     | محسن دامادی      |        |
| ۱۳۸۷ | ملک سلیمان        | شهریار بحرانی    | سلیمان |
| ۱۳۸۶ | ماه در سایه       | سعید ابراهیمی‌فر  |        |
| ۱۳۸۴ | من و دبورا        | سیدضیاءالدین دری |        |
| ۱۳۸۲ | آدمک‌ها            | علی قوی‌تن        |        |
| ۱۳۷۸ | بازیگر            | محمدعلی سجادی    |        |
| ۱۳۷۶ | شهر آشوب          | رامبد لطفی       |        |

### مجموعهٔ تلویزیونی
| سال       | نام                | کارگردان                                      | نقش              |
| --------- | ------------------ | --------------------------------------------- | ---------------- |
| ۱۴۰۳      | طوبی               | سعید سلطانی                                   | فخرالدین میرجهان |
| ۱۴۰۱      | حبیب               | احمد کاوری جواد سعید                          | حبیب             |
| ۱۴۰۱      | کاتب اعظم          |                                               |                  |
| ۱۳۹۹      | خانه امن           | احمد معظمی                                    | افشین            |
| ۱۳۹۸      | ملکاوان            | احمد معظمی                                    | مهرداد           |
| ۱۳۹۸      | پناه آخر           | داریوش یاری                                   | بهروز            |
| ۱۳۹۸      | خانواده دکتر ماهان | راما قویدل علی‌محمد قاسمی                      | امیرماهان        |
| ۱۳۹۵      | پرستاران           | علیرضا افخمی محمودرضا تخشید                   | رضا اسکندری      |
| ۱۳۹۵      | چرخ فلک            | عزیزالله حمیدنژاد بهرام عظیم‌پور احسان عبدی‌پور |                  |
| ۱۳۹۴      | ساعت صفر           | سعید سلطانی                                   |                  |
| ۱۳۹۳      | همه چیز آنجاست     | شهرام شاه‌حسینی                                | مهدی فرهمند      |
| ۱۳۹۲      | شاهگوش             | داوود میرباقری                                | عطالله واعظی     |
| ۱۳۹۱      | خاطرات مرد ناتمام  | صادق کرمیار                                   | همایون پورسینا   |
| ۱۳۸۹      | مختارنامه          | داوود میرباقری                                | مسلم بن عقیل     |
| ۱۳۸۹      | قفسی برای پرواز    | یوسف سیدمهدوی                                 |                  |
| ۱۳۸۷      | کابوس              | سیروس مقدم                                    | منصور            |
| ۱۳۸۵      | تا صبح             | مجید جوانمرد محمدعلی آهنگر                    | سیاوش            |
| ۱۳۸۵      | یک اشتباه ساده     | ابراهیم شیبانی                                |                  |
| ۱۳۸۳      | طلسم‌شدگان          | داریوش فرهنگ                                  | نیما             |
| ۱۳۸۲      | معصومیت ازدست‌رفته  | داوود میرباقری                                | زید              |
| ۱۳۸۱      | نوعروس             | بیژن میرباقری                                 |                  |
| ۱۳۷۹      | همسفر              | قاسم جعفری                                    |                  |
| ۱۳۷۷–۱۳۷۸ | روزگار جوانی       | شاپور قریب اصغر توسلی                         |                  |
| ۱۳۷۷      | به‌سوی افتخار       | سیروس مقدم                                    |                  |
| ۱۳۷۷      | راه سوم            | قاسم جعفری                                    |                  |
| ۱۳۷۴      | وکلای جوان         | بهرام کاظمی                                   |                  |

### مجموعهٔ نمایش خانگی
| سال  | نام      | کارگردان      | نقش       |
| ---- | -------- | ------------- | --------- |
| ۱۴۰۳ | جوکر ۲   | احسان علیخانی | شرکت‌کننده |
| ۱۴۰۱ | ارتش سری | سعید ابوطالب  | شرکت‌کننده |
| ۱۴۰۰ | شب آهنگی | حامد آهنگی    | مهمان     |

### سایر فعالیت‌ها
| سال  | نام           | سمت                | نقش          | کارگردان      |
| ---- | ------------- | ------------------ | ------------ | ------------- |
| ۱۴۰۳ | کتاب سرخ      | کارگردان           |              | امین زندگانی  |
| ۱۴۰۲ | اخت‌الرضا      | تصویرساز           | احمد بن موسی | محمدتقی ریاحی |
| ۱۳۹۵ | در مسیر باران | صداپیشه و تصویرساز | ریان         | حامد کاتبی    |